# Horseshoe Bend (Arkansas)
Horseshoe Bend es una ciudad en los condados de Izard, Fulton y Sharp, Arkansas, Estados Unidos. Para el censo de 2000 la población era de 2.278 habitantes.

## Geografía
Horseshoe Bend se localiza a 36°13′28″N 91°44′40″O / 36.22444, -91.74444. Según la Oficina del Censo de los Estados Unidos, la ciudad tiene un área de 37,8 km², de los cuales 34,6 km² corresponde a tierra y 3,2 km² a agua (8,50%).

## Demografía
Para el censo de 2000, había 2.278 personas, 1.142 hogares y 725 familias en la ciudad. La densidad de población era 60,3 hab/km². Había 1.451 viviendas para una densidad promedio de 42,0 por kilómetro cuadrado. De la población 97,28% eran blancos, 0,22% afroamericanos, 0,88% amerindios, 0,13% asiáticos, 0,04% isleños del Pacífico, 0,40% de otras razas y 1,05% de dos o más razas. 1,23% de la población eran hispanos o latinos de cualquier raza.
Se contaron 1.142 hogares, de los cuales 11,6% tenían niños menores de 18 años, 56,7% eran parejas casadas viviendo juntos, 4,6% tenían una mujer como cabeza del hogar sin marido presente y 36,5% eran hogares no familiares. 33,8% de los hogares eran un solo miembro y 24,3% tenían alguien mayor de 65 años viviendo solo. La cantidad de miembros promedio por hogar era de 1,95 y el tamaño promedio de familia era de 2,42.
En la ciudad la población está distribuida en 12,8% menores de 18 años, 3,4% entre 18 y 24, 13,5% entre 25 y 44, 24,6% entre 45 y 64 y 45,7% tenían 65 o más años. La edad media fue 63 años. Por cada 100 mujeres había 86,9 varones. Por cada 100 mujeres mayores de 18 años había 84,2 varones.
El ingreso medio para un hogar en la ciudad fue de $26.714 y el ingreso medio para una familia $34.129. Los hombres tuvieron un ingreso promedio de $24.286 contra $17.688 de las mujeres. El ingreso per cápita de la ciudad fue de $18.987. Cerca de 6,9% de las familias y 10,8% de la población estaban por debajo de la línea de pobreza, 26,7% de los cuales eran menores de 18 años y 2,6% mayores de 65.